# Phương trình Erdős–Moser
Trong lý thuyết số, phương trình Erdős–Moser là
{\displaystyle 1^{k}+2^{k}+\cdots +m^{k}=(m+1)^{k}}
với {\displaystyle m} và {\displaystyle k} là các nguyên dương.  Nghiệm duy nhất được biết là 11 + 21 = 31, và Paul Erdős đặt ra giả thuyết rằng không nghiệm nguyên nào khác tồn tại.

## Các giới hạn trên lời giải
Leo Moser trong 1953 đã chứng minh rằng 2 là ước của k và không có nghiệm nào cho m < 101,000,000.
Trong 1966, ta chứng minh được rằng 6 ≤ k + 2 < m < 2k.
Trong 1994, ta tìm được rằng lcm(1,2,...,200) là ước của k và bất cứ ước nguyên tố của m + 1 đều phải bất chính quy và > 10000.
Phương pháp của Moser được mở rộng thêm trong 1999 để chứng tỏ rằng m > 1.485 × 109,321,155.
Trong 2002, mọi số nguyên tố nằm giữa 200 và 1000 phải là ước của k.
Trong 2009, ta tìm thêm được rằng 2k / (2m – 3) bằng với  hội tụ phân số của ln(2); Tính giá trị ln(2) cho thấy m > 2.7139 × 101,667,658,416.